# Деманд, Томас
Томас Деманд (род. 1964, Мюнхен, Германия) — немецкий художник, живёт и работает в Берлине и Лос-Анджелесе. Известен работами, представляющими собой фотографии реконструированных из бумаги объектов и пространств, часто связанных с событиями новейшей истории.
Выпускник Дюссельдорфской академии искусств (1987—1992), Томас Деманд начинал как скульптор. С 1993 года художник обращается к фотографии и снимает на крупноформатную камеру собственные скульптуры, воссоздающие из бумаги и картона в масштабе 1:1 реальные интерьеры, архитектурные и естественные среды. В качестве источников Деманд использует опубликованные в медиа изображения, техническую съемку с камер наблюдения, документы криминалистов. После окончания студийной съемки макеты уничтожаются. Результатом становятся на первый взгляд реалистичные фотографии, при внимательном рассмотрении разоблачающие свою искусственность: изображения намеренно лишены деталей и всегда настораживающе безлюдны.
Деманд часто обращается к неоднозначным сюжетам современной истории: в Princess (2020) художник показывает каюты круизного лайнера, на борту которого была зафиксирована вспышка COVID-19 , в Control Room (2011) — атомную станцию в Фукусиме во время радиационной аварии, в Gate (2004) — выход на посадку в аэропорте, через который прошли террористы накануне катастрофы 11 сентября, в Kitchen (2004) — кухню дома в Ираке, где был захвачен Саддам Хусейн .
Своей художественной практикой Деманд ставит вопрос о манипуляции образами, конструировании памяти и истории, сложных взаимоотношениях копии и оригинала, факта и вымысла, документального и фикционального в репрезентации реальности.
Персональные выставки Томаса Деманда проходили в крупнейших мировых институциях, в том числе в Фонде современного искусства Cartier (Париж, 2001), Музее современного искусства (Нью-Йорк, 2005), галерее Серпентайн (Лондон, 2006), Музее современного искусства Людвига (Вена, 2009), Новой национальной галерее (Берлин, 2009), Музее современного искусства Токио (2012), Фонде Prada (Венеция, 2017).
Первая персональная выставка художника в России пройдет в Музее современного искусства «Гараж» в 2021 году.